# Āghūzdarreh
Āghūzdarreh (persiska: Āghūz Dar, آغوزدر, Āghūz Darreh, آغوز دره, Āghūzdar, آغوزدره) är en ort i Iran.   Den ligger i provinsen Mazandaran, i den norra delen av landet, 250 km öster om huvudstaden Teheran. Āghūzdarreh ligger 1 477 meter över havet och antalet invånare är 397.
Terrängen runt Āghūzdarreh är kuperad åt sydväst, men åt nordost är den bergig. Runt Āghūzdarreh är det ganska tätbefolkat, med 72 invånare per kvadratkilometer. Närmaste större samhälle är Now Kandeh, 12,0 km norr om Āghūzdarreh. Trakten runt Āghūzdarreh består till största delen av jordbruksmark.